# Вальдюранк
Вальдюра́нк (фр. Valdurenque, окс. Val Durenca) — коммуна во Франции, находится в регионе Юг — Пиренеи. Департамент — Тарн. Входит в состав кантона Мазаме-1. Округ коммуны — Кастр.
Код INSEE коммуны — 81307.

## География
Коммуна расположена приблизительно в 590 км к югу от Парижа, в 70 км восточнее Тулузы, в 45 км к югу от Альби.
По территории коммуны протекает река Дюранк.

## Климат
Климат умеренно-океанический. Зима мягкая и дождливая, лето жаркое с частыми грозами. Ветры довольно редки.

## Население
Население коммуны на 2010 год составляло 824 человека.
| 1962 | 1968 | 1975 | 1982 | 1990 | 1999 | 2010 |
| ---- | ---- | ---- | ---- | ---- | ---- | ---- |
| 371  | 421  | 494  | 640  | 628  | 699  | 824  |

## Экономика
В 2007 году среди 445 человек в трудоспособном возрасте (15—64 лет) 341 были экономически активными, 104 — неактивными (показатель активности — 76,6 %, в 1999 году было 71,0 %). Из 341 активных работали 314 человек (169 мужчин и 145 женщин), безработных было 27 (12 мужчин и 15 женщин). Среди 104 неактивных 24 человека были учениками или студентами, 47 — пенсионерами, 33 были неактивными по другим причинам.

## Фотогалерея

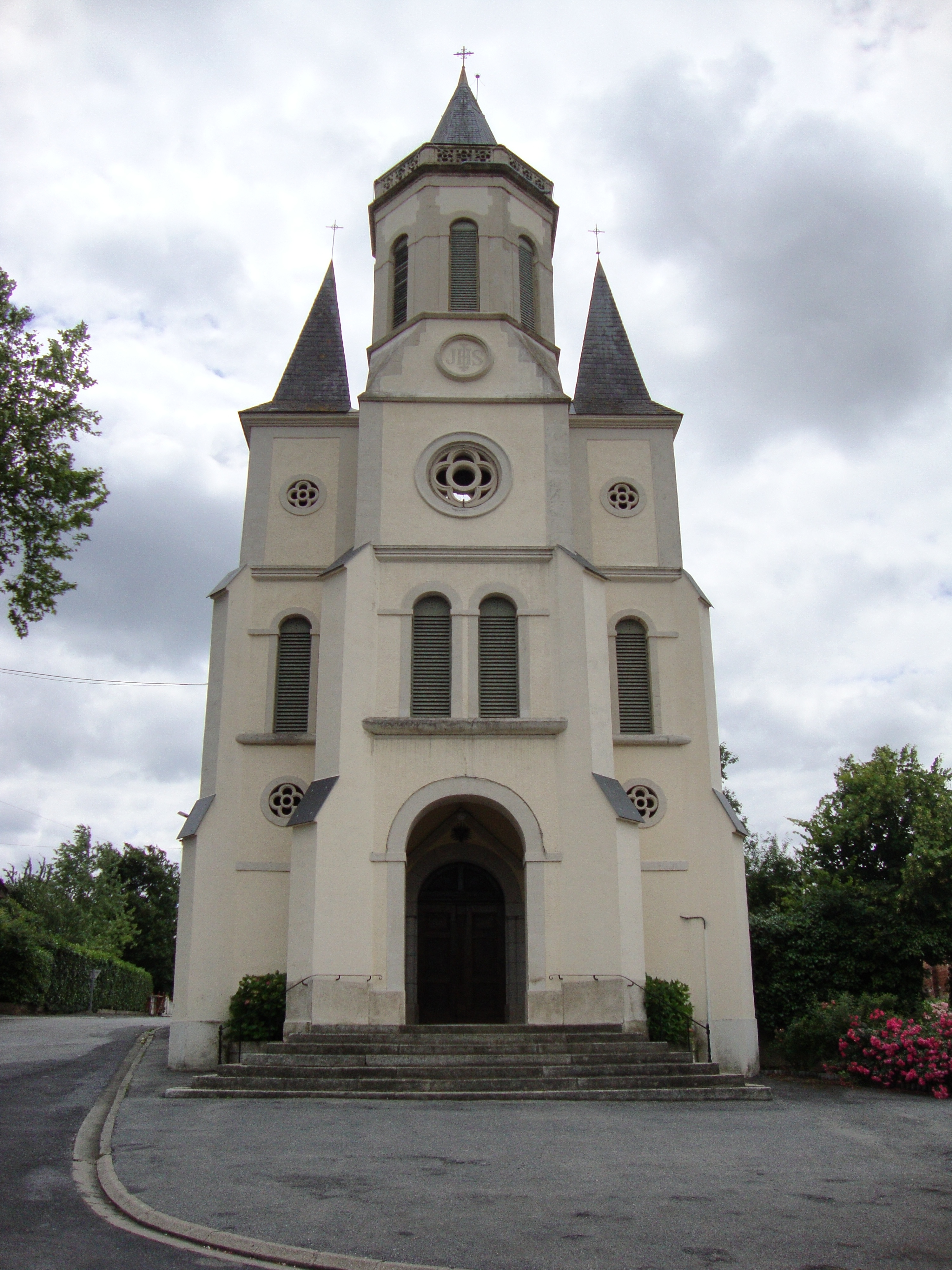
Церковь
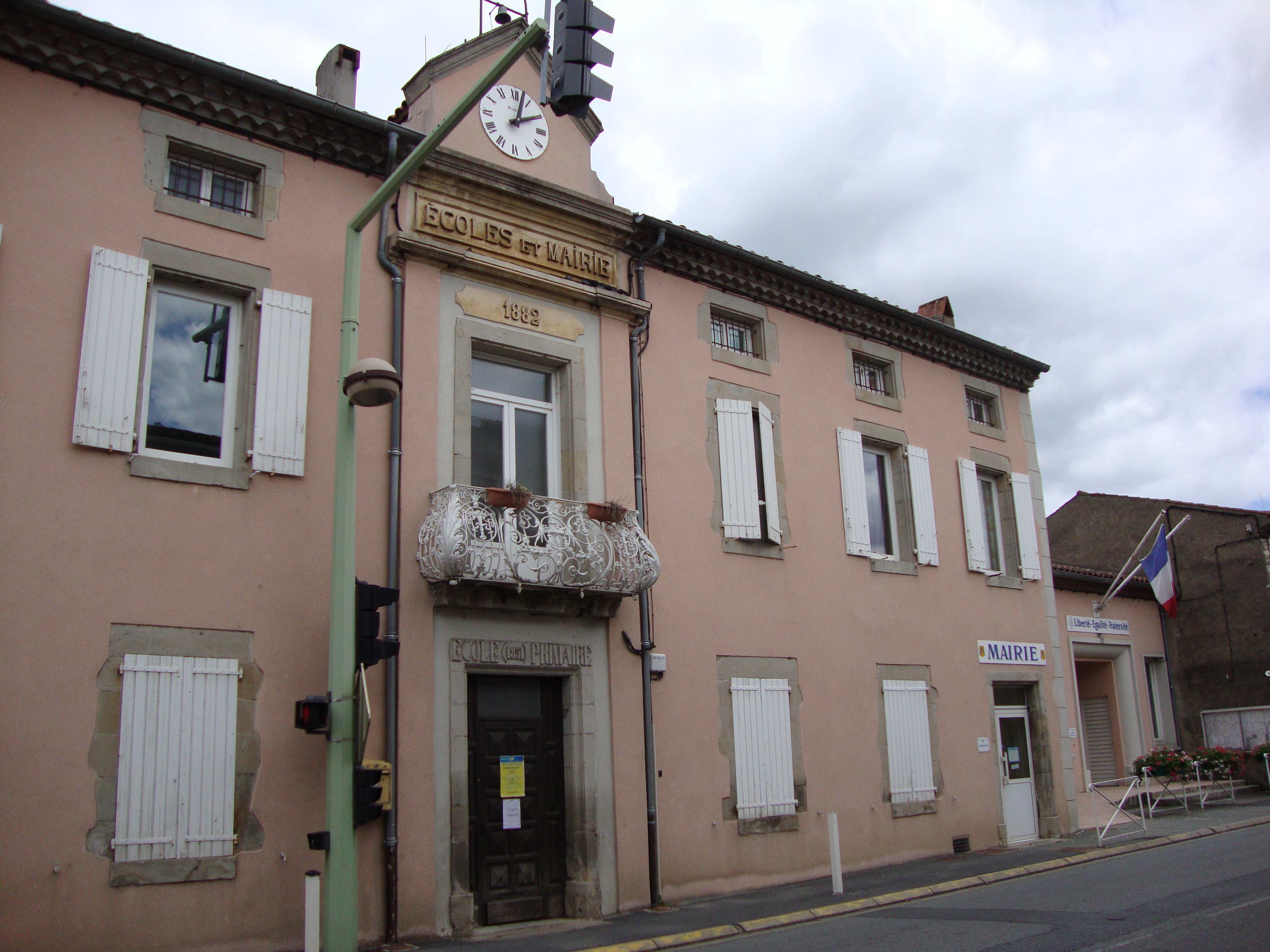
Школа и мэрия
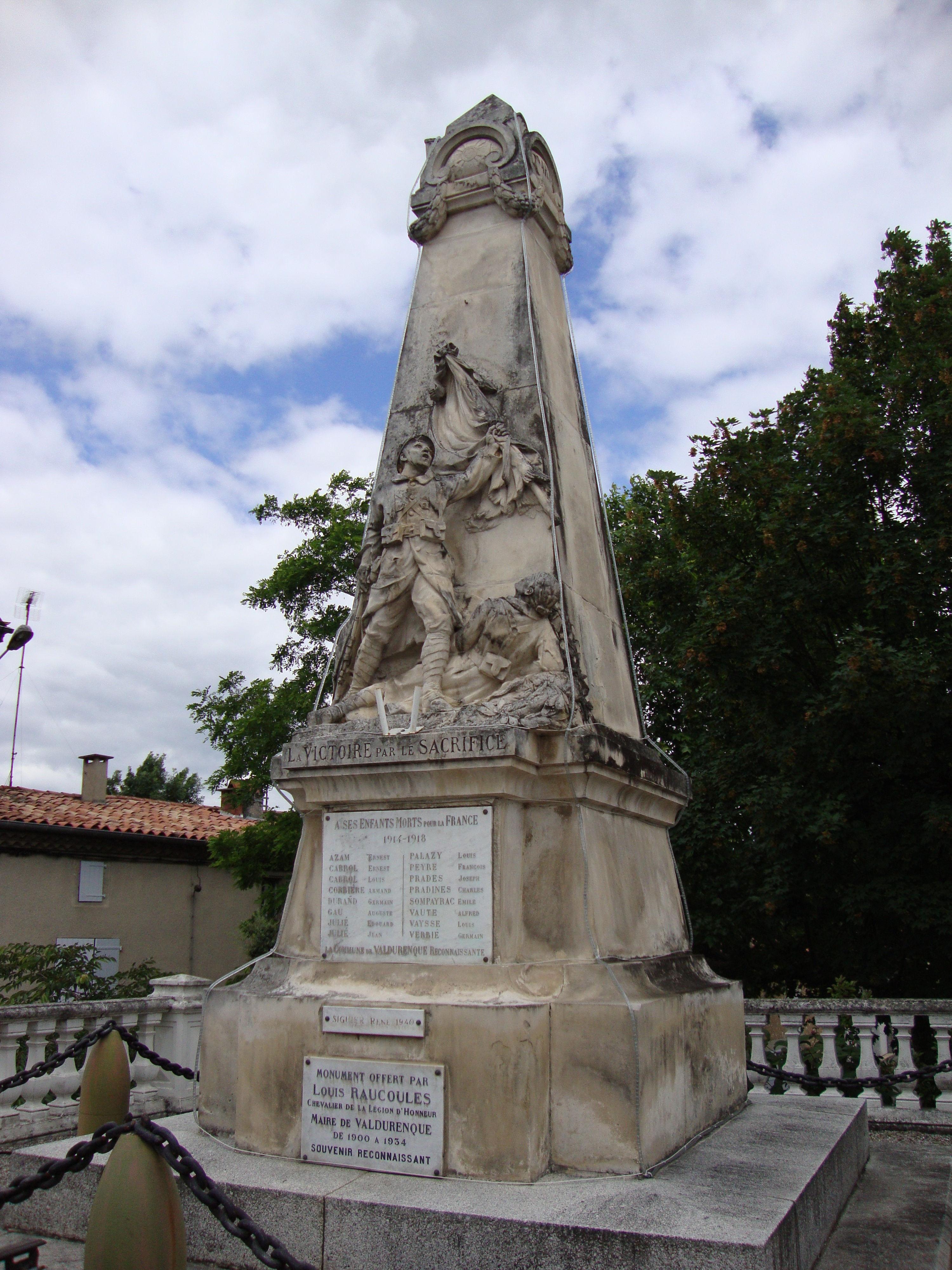
Военный мемориал
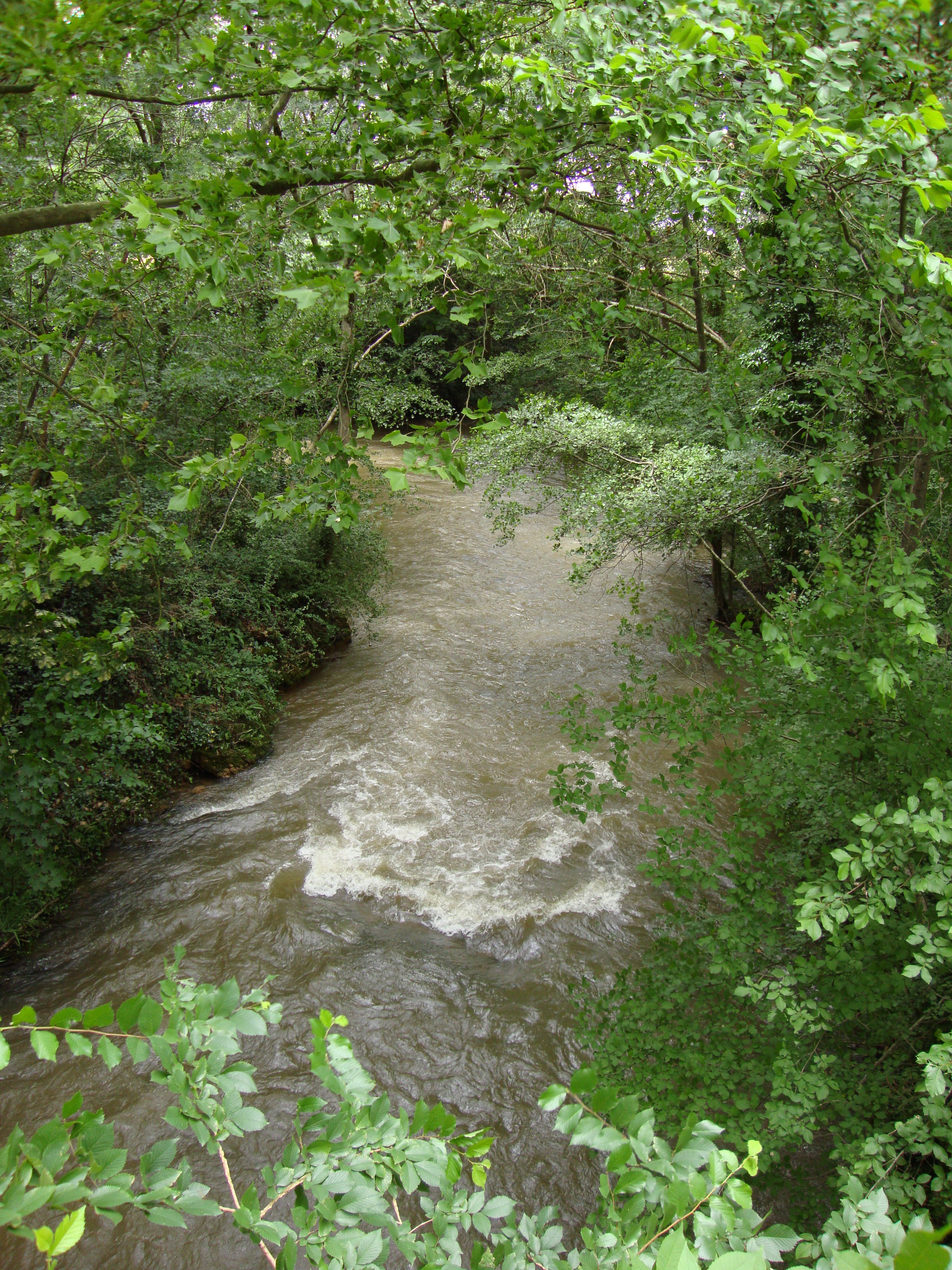
Река Дюранк[фр.]
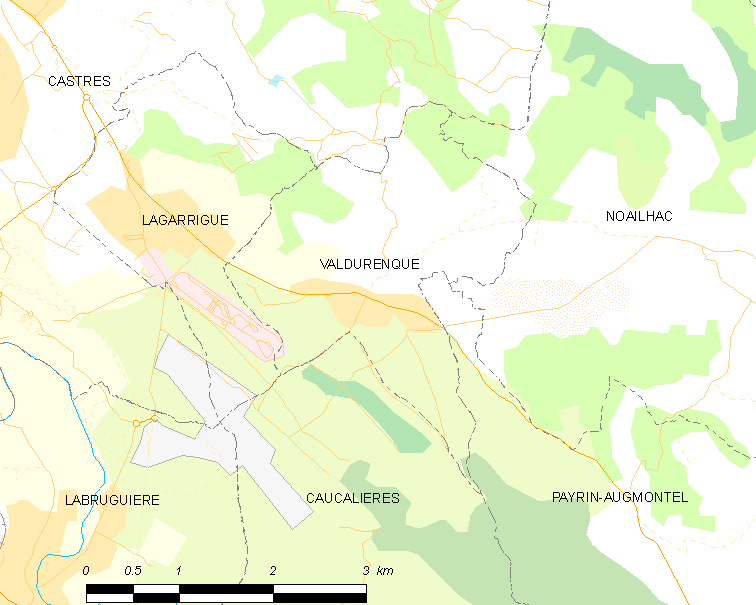
Карта коммуны